# Chênois Genève
Le Club Sportif Chênois Genève est un club suisse de volley-ball basé à Genève, aux Trois-Chêne. Il évolue au plus haut niveau national (Ligue Nationale A, LNA).

## Historique
Club fondé en février 1972, né de la fusion de deux clubs Musica et Rapid. Ce club a été promu en LNA durant la saison 1972-1973.

## Équipes
- Masculines : LNA, 2e ligue régionale
- Féminines : F1 et F2 en 2e ligue régionale
- Junior : M23M, M19M, M17M, M19F1, M19F2, M17F
- Mini : M15M, M15F, M13 Mixte, M11 Mixte
- Relax : Relax M1, Relax M2, Relax F1

## Palmarès
- Championnat de Suisse (7)
  - Champion : 1984, 1996, 1997, 2002, 2006, 2012 et 2021[1]
  - Finaliste :
- Coupe de Suisse (8)
  - Vainqueur : 1979, 1986, 1993, 1994, 1997, 2002, 2003, 2006
  - Finaliste :
- Supercoupe de Suisse (5)
  - Vainqueur : 1998, 2006, 2010, 2011, 2012
  - Finaliste :

## Effectifs

### Saison 2016-2017
| No                          | Nom                         | Date de naissance           | Taille                       | Poids                        | Poste                        |
| --------------------------- | --------------------------- | --------------------------- | ---------------------------- | ---------------------------- | ---------------------------- |
| 2                           | Léo Perez                   | 25 juin 1996                | 170                          | -                            | Libero                       |
| 3                           | Luca Voirol                 | 3 mars 1990                 | 184                          | -                            | Réceptionneur-attaquant      |
| 4                           | Antonio Dos Santos          | 3 janvier 1999              | 197                          | -                            | Attaquant                    |
| 5                           | Stepan Abramov              | 19 janvier 1988             | 193                          | -                            | Central                      |
| 7                           | Luka Babic                  | 7 juillet 1994              | 211                          | -                            | Attaquant                    |
| 8                           | Ludvik Simonin              | 9 février 1994              | 193                          | -                            | Attaquant                    |
| 10                          | Damien Jaquet               | 8 juin 1994                 | 194                          | -                            | Central                      |
| 12                          | Antoine Blazy               | 13 décembre 1989            | 187                          | -                            | Passeur                      |
| 13                          | Gaëtan Hüber                | 28 décembre 1996            | 188                          | -                            | Libero                       |
| 15                          | Rui dos Santos              | 24 mars 1984                | 203                          | -                            | Central                      |
| 17                          | Marlon Palharini            | 3 février 1984              | 194                          | -                            | Réceptionneur-attaquant      |
| 18                          | Angel Petit                 | 18 février 1983             | 190                          | -                            | Passeur                      |
|                             |                             |                             |                              |                              |                              |
| Encadrement technique       | Encadrement technique       |                             | Légende                      | Légende                      | Légende                      |
| Entraîneur : Carlos Carreño | Entraîneur : Carlos Carreño | Entraîneur : Carlos Carreño | : Capitaine                  | : Capitaine                  | : Capitaine                  |
| Entraîneur(s) adjoint(s) :  | Entraîneur(s) adjoint(s) :  | Entraîneur(s) adjoint(s) :  | : Joueur blessé actuellement | : Joueur blessé actuellement | : Joueur blessé actuellement |

## Joueurs majeurs
- Stepan Abramov
- Jovan Djokic
- Strahinja Brzakovic
- Dejan Radić
- Erkan Togan
- Martin Demar
- Dalibor Polak